# Danh sách quốc gia Đông Nam Á
Đông Nam Á
Dưới đây là danh sách các quốc gia Đông Nam Á theo một số tiêu chí.

## Địa lý, lãnh thổ, dân cư
Danh sách các quốc gia Đông Nam Á theo một số cơ dữ liệu về Địa lý lãnh thổ, dân cư, kinh tế và chính trị là một bảng thống kê tóm tắt các số liệu và thông tin về diện tích, tỉ lệ mặt nước, dân số, mật độ dân số, Tổng sản phẩm quốc nội, GDP/người, Chỉ số phát triển con người, tiền tệ, thủ đô. thành phố lớn nhất và hệ thống chính trị quốc gia của 11 nước thuộc Đông Nam Á. Các thành phần dữ liệu được thống kê đa phân trong năm 2009, trong đó Tổng diện tích được cung cấp bởi Liên hiệp quốc - 2007, tỉ lệ mặt nước được lấy từ nguồn CIA - Facbook, Chỉ sô HDI được cung cấp bởi UNDP - 2009, các cơ sở dữ liệu kinh tế và tiền tệ được cung cấp bởi các tổ chức Quỹ tiền tệ quốc tế - IMF, Ngân hàng thế giới - WB, CIA - Factbook đều từ năm 2009. Các thông tin về chính trị được cập nhật đến tháng 2.2011 (Quốc hội, Chính phủ...).
Đông Nam Á là một khu vực chiến lược về kinh tế và chính trị, trên con đường biển giao thương giữa Đông và Tây, nằm ở phía Đông Nam của châu Á. Theo các khái niệm của Liên hiệp quốc và các tổ chức thế giới, Đông Nam Á gồm có 11 quốc gia, trong đó có 10 quốc gia là thành viên chính thức của Tổ chức ASEAN và quốc gia còn lại là quan sát viên của tổ chức này (Đông Timor).
| Hạng | Quốc gia    | Diện tích (km²) | Tỉ lệ mặt nước (%) | Dân số (người) | Mật độ dân số (người/km²) | GDP danh nghĩa (triệu USD) | GDP/người (USD) | GDP/diện tích (USD) | Tiền nội tệ        | Chỉ số HDI | Thủ đô                    | Thành phố lớn nhất    |
| 1    | Indonesia   | 1.860.360       | 4,85               | 255,461,700    | 124.6                     | 895.7                      | 3,511           | 289.932             | rupiah - Indonesia | 0.697      | Jakarta                   | Jakarta               |
| 2    | Myanmar     | 676,578         | 3,06               | 60,003,503     | 88.7                      | 34.262                     | 571             | 50.560              | Kyat - Myanmar     | 0.578      | Naypyidaw                 | Yangon                |
| 3    | Thái Lan    | 513.120         | 0,43               | 67,400,746     | 131                       | 386                        | 5,612           | 514.459             | Baht - Thailand    | 0.778      | Bangkok                   | Bangkok               |
| 4    | Việt Nam    | 331.212         | 1,27               | 100,000,000    | 279.5                     | 204.5                      | 2,233           | 281.282             | Đồng - Vietnam     | 0.704      | Hà Nội                    | Thành phố Hồ Chí Minh |
| 5    | Malaysia    | 330.803         | 0,36               | 30,741,000     | 92                        | 375.633                    | 12,127.21       | 583.293             | Ringgit - Malaysia | 0.796      | Kuala Lumpur và Putrajaya | Kuala Lumpur          |
| 6    | Philippines | 300.000         | 0,61               | 103,775,002    | 340.23                    | 692.223                    | 2,828           | 537.320             | Peso - Philippines | 0.758      | Manila                    | Thành phố Quezon      |
| 7    | Lào         | 236.800         | 2,53               | 7,019,651      | 29.6                      | 12.8                       | 1,816           | 23.640              | Kip - Lào          | 0.545      | Vientiane                 | Vientiane             |
| 8    | Campuchia   | 181.035         | 2,50               | 15,458,332     | 81.8                      | 36.59                      | 2,490           | 60.049              | Riel - Campuchia   | 0.571      | Phnom Penh                | Phnom Penh            |
| 9    | Đông Timor  | 14.874          | 70.2               | 1,201,127      | 76.2                      | 1.293                      | 3.620           | 37.381              | Dollar - USA       | 0.513      | Dili                      | Dili                  |
| 10   | Brunei      | 5.765           | 8,67               | 415,717        | 71.1                      | 17.092                     | 39,355          | 1.804.857           | Dollar - Brunei    | 0.866      | Bandar Seri Begawan       | Bandar Seri Begawan   |
| 11   | Singapore   | 705             | 1,44               | 5,469,700      | 7.615                     | 308.051                    | 56.319          | 258.483.688         | Dollar - Singapore | 0.907      | Singapore                 | Singapore             |

Tham khảo 
- Danh sách các quốc gia theo GDP danh nghĩa 2009, IMF
- Danh sách các quốc gia theo GDP trên người 2009, IMF
- Danh sách các quốc gia theo Diện tích 2007, UN
- Danh sách các quốc gia theo Dân số và mật độ dân số 2009, UN, IMF (số liệu dân số mà IMF dùng làm cơ sở dữ liệu tính GDP/người ở mỗi quốc gia)
- Danh sách các quốc gia theo tỉ lệ mặt nước, CIA - Facbook

## Theo diện tích quốc gia
Danh sách các quốc gia Đông Nam Á theo lãnh thổ quốc gia, là một bảng thống kê tổng thể về tổng diện tích, tỉ lệ mặt nước, diện tích mặt nước và diện tích mặt đất của 11 quốc gia Đông Nam Á.
Đông Nam Á là một khu vực nằm phía Đông Nam châu Á, gồm có 11 quốc gia, trong đó có 5 quốc đảo (thuộc quần đảo Mã Lai) và 6 quốc gia nằm trên bán đảo Trung Ấn, có tổng diện tích 4.494.047 km².
| Thứ tự | Quốc gia    | Tổng diện tích (km²) | Tỉ lệ mặt nước (%) | Diện tích mặt đất (km²) | Diện tích mặt nước (km²) |
| 1      | Indonesia   | 1,860,360            | 4.85               | 1,770,132               | 90,228                   |
| 2      | Myanma      | 676,578              | 3.06               | 655,875                 | 20,703                   |
| 3      | Thái Lan    | 513,120              | 0.43               | 510,914                 | 2,206                    |
| 4      | Việt Nam    | 331,212              | 1.27               | 327,006                 | 4,206                    |
| 5      | Malaysia    | 330,803              | 0.32               | 329,612                 | 1,191                    |
| 6      | Philippines | 300,000              | 0.61               | 298,170                 | 1,830                    |
| 7      | Lào         | 236,800              | 2.53               | 230,809                 | 5,991                    |
| 8      | Campuchia   | 181,035              | 2.50               | 176,509                 | 4,526                    |
| 9      | Đông Timor  | 14,874               | ?                  | ?                       | ?                        |
| 10     | Brunei      | 5,765                | 8.67               | 5,265                   | 500                      |
| 11     | Singapore   | 705                  | 1.44               | 694                     | 11                       |

 Trích nguồn 
- Tổng diện tích được cập nhật từ UN - 2007.
- Tỉ lệ mặt nước được cập nhật từ CIA Facbook.
- Diện tích mặt nước & diện tích đất liền cập nhật từ CIA Facbook & UN - 2007

## Dân số và mật độ dân số (2009)
Danh sách các quốc gia Đông Nam Á theo dân số và mật độ dân số 2009 là bảng thống kê cập nhật về dân số và mật độ dân số năm 2009 của 11 quốc gia Đông Nam châu Á. Trong bảng thống kê này Indonesia là quốc gia có dân số đứng đầu Đông Nam Á, với 231.591.670, trong đó Singapore là quốc gia có mật độ dân cư lớn nhất khu vực, với 7.105,3 người/km². Bảng thống kê được cập nhật từ các số liệu của Quỹ tiền tệ quốc tế IMF - 2009; Liên Hợp Quốc (UN - 2007).
| Hạng | Quốc gia    | Dân số (người) | Mật độ dân số (người/km²) |
| 1    | Indonesia   | 102.827.819    | 124,5                     |
| 2    | Myanma      | 60.003.503     | 88,8                      |
| 3    | Thái Lan    | 66.982.746     | 130,5                     |
| 4    | Việt Nam    | 87.232.210     | 263,4                     |
| 5    | Malaysia    | 27.763.309     | 83,9                      |
| 6    | Philippines | 92.217.391     | 124,5                     |
| 7    | Lào         | 6.318.284      | 26,7                      |
| 8    | Campuchia   | 14.154.948     | 78,2                      |
| 9    | Đông Timor  | 1.114.229      | 74,9                      |
| 10   | Brunei      | 409.872        | 71,1                      |
| 11   | Singapore   | 5.009.236      | 7.105,3                   |

Nguồn Tham khảo: Danh sách các quốc gia theo Dân số và mật độ dân số 2009, UN, IMF (số liệu dân số mà IMF dùng làm cơ sở dữ liệu tính GDP/người ở mỗi quốc gia)

## Theo tổng GDP (2009)
Danh sách các quốc gia Đông Nam Á theo tổng GDP 2009  là một bảng thống kê về tổng sản phẩm quốc nội của 11 quốc gia Đông Nam Á, với bảng thống kê này, Tổng GDP được thống kê dưới 7 móc số liệu với bảy loại tiền tệ mạnh là USD, EUR, GBP, AUD, CAD, CNY, JPY. 
Bảng thống kê được cập nhật từ Quỷ tiền tệ quốc tế (IMF - 2009).
| Thứ tự | Các quốc gia | Tổng GDP (Dollar Mỹ) | Tổng GDP (Euro) | Tổng GDP (Bảng Anh) | Tổng GDP (Dollar Úc) | Tổng GDP (Dollar Canada) | Tổng GDP (Nhân dân tệ) | Tổng GDP (Yên Nhật) |
| 1      | Indonesia    | 539,377,000,000      | 385,269,286,000 | 371,894,138,000     | 765,915,340,000      | 656,819,940,000          | 3,683,944,910,000      | 49,121,063,390,000  |
| 2      | Thái Lan     | 263,979,000,000      | 188,556,429,000 | 182,054,483,000     | 374,850,180,000      | 322,054,380.000          | 1,802,976,570,000      | 24,040,567,530,000  |
| 3      | Malaysia     | 192,955,000,000      | 137,825,000,000 | 133,072,414,000     | 273,996,100,000      | 235,405,100,000          | 1,317,882,650,000      | 17,572,411,850,000  |
| 4      | Singapore    | 182,231,000,000      | 130,165,000,000 | 125,676,552,000     | 258,768,020,000      | 222,321,820,000          | 1,244,637,730,000      | 16,595,777,170,000  |
| 5      | Philippines  | 161,196,000,000      | 115,140,000,000 | 111,169,655,000     | 228,898,320,000      | 196,659,120,000          | 1,100,968,680,000      | 14,680,119,720,000  |
| 6      | Việt Nam     | 93,164,000,000       | 66,545,714,000  | 64,251,035,000      | 132,292,880,000      | 113,660,080,000          | 636,310,120,000        | 8,484,445,480,000   |
| 7      | Myanma       | 34,262,000,000       | 24,472,857,000  | 23,628,966,000      | 48,652,040,000       | 41,799,640,000           | 234,009,460,000        | 3,120,240,340,000   |
| 8      | Campuchia    | 10,871,000,000       | 7,765,000,000   | 7,497,241,000       | 15,436,820,000       | 13,262,620,000           | 74,248,930,000         | 990,021,970,000     |
| 9      | Brunei       | 10,405,000,000       | 7,432,143,000   | 7,175,862,000       | 14,775,100,000       | 12,694,100,000           | 71,066,150,000         | 947,583,350,000     |
| 10     | Lào          | 5,598,000,000        | 3,998,571,000   | 3,860,690,000       | 7,949,160,000        | 6,829,560,000            | 38,234,340,000         | 509,809,860,000     |
| 11     | Đông Timor   | 556,000,000          | 397,142,000     | 383,448,000         | 789,520,000          | 678,320,000              | 3,797,480,000          | 50,634,920,000      |

 Trích nguồn 
- 1.	Tổng GDP được cập nhật từ Quỷ tiền tệ quốc tế (IMF); Ngân hàng thế giới WB; CIA Facbook – 2009.
- 2.	http://www.xe.com/ict/?basecur=USD&historical=true&month=1&day=1&year=2009&sort_by=name&image.x=44&image.y=10%5B%5D
- 3.	Tỷ giá hối đoái USD = EUR = GBP được cập nhật từ ngày 1.1.2009, tại trang Web: http://www.xe.com

## Theo trữ lượng và khai thác dầu thô (2009)
Đông Nam Á là một khu vực có tiềm năng biển vô cùng phong phú, trong đó có trữ lượng và khai thác dầu thô vào loại lớn trên thế giới. Bảng danh sách này sẽ đưa ra những số liệu về trữ lượng và sản lượng trong năm 2009 và 2010, do tổ chức CIA World Factbook của Mỹ thống kê. Bảng thống kê sẽ đề cập đến 11 quốc gia Đông Nam Á, nhằm khai thác thông tin về trữ lượng và sản lượng khai thác dầu thô ở khu vực này, ngoài ra còn làm rõ sự so sánh giữa các quốc gia, khu vực này và các quốc gia, khu vực khác trên thế giới.
Số liệu trữ lượng dầu được lấy từ CIA World Factbook, trong đó ước tính trữ lượng dầu trên toàn thế giới ngày 1.1.2010 là: 1,392,461,050,000 thùng. Số liệu sản lượng khai thác được cập nhật từ CIA World Faclbook các năm 2009, 2010 theo đó, số lượng dầu thô 1 ngày trên thế giới khai thác được là 87,500,000 thùng. Bảng thống kê sẽ được thiết lập trên hầu hết các dạng đô lường, để thể hiện tính trực quan trong nhận xét, vì người Mỹ thì thường dùng gallon, người Châu Âu thì dùng m3, trong khi đó trên sàng giao dịch thì thường dùng đơn vị là thùng để chỉ số lượng dầu thô.

### Bảng quy đổi đơn vị đo lường
- Một thùng = 158.9873 lít.
- Một m3 = 1000 lít.
- Một gallon = 0.0238 thùng (1 thùng = 42 gallons).
- Một tấn dầu thô = 7 thùng dầu.

### Bảng thống kê
(Đơn vị: thùng; thùng/ ngày)
| Thứ tự | Nước        | Trữ lượng thùng | Tỉ lệ so với thế giới % | Sản lượng thùng/ngày | Tỉ lệ so với thế giới % |
| 1      | Việt Nam    | 4.700.000.000   | 0,338                   | 300,600              | 0,344                   |
| 2      | Indonesia   | 4.050.000.000   | 0,291                   | 1.023.000            | 1,169                   |
| 3      | Malaysia    | 2.900.000.000   | 0,208                   | 693.700              | 0,793                   |
| 4      | Brunei      | 1.100.000.000   | 0,079                   | 146.000              | 0,167                   |
| 5      | Đông Timor  | 553,000,000     | 0,040                   | 96.270               | 0,110                   |
| 6      | Thái Lan    | 430.000.000     | 0,031                   | 380,000              | 0,434                   |
| 7      | Philippines | 168.000.000     | 0,012                   | 9.671                | 0,011                   |
| 8      | Myanma      | 50.000.000      | 0,004                   | 18.880               | 0.022                   |
| 9      | Singapore   | 0.0             | 0,0                     | 9.109                | 0,013                   |
| 10     | Lào         | 0.0             | 0,0                     | 0.0                  | 0,0                     |
| 11     | Campuchia   | 0.0             | 0,0                     | 0.0                  | 0,0                     |